# Ikameshi
Ikameshi (烏賊飯 nghĩa đen cơm mực) là một món ăn gồm mực làm từ cơm của Nhật Bản. Nó là một món ăn địa phương từ vùng Oshima của Hokkaidō.

## Chuẩn bị
Ikameshi được chế biến bằng cách loại bỏ các xúc tu và ruột mực, sau đó nhồi với gạo đã rửa sạch và nấu trong nước dashi. Tăm và các vật dụng khác có thể được sử dụng để giữ cơm chín. Bản thân gạo thường là sự pha trộn của cả gạo nếp và gạo tẻ. Các thành phần khác đôi khi được dùng làm món nhồi bao gồm xúc tu mực băm nhỏ, măng, cà rốt và bào ngư.